# Hilton Abi-Rihan
Hilton Abi-Rihan (Mimoso do Sul, 30 de outubro de 1939 – Rio de Janeiro, 23 de julho de 2025) foi um jornalista e radialista e pesquisador da cultura popular brasileiro.

## Biografia
Nascido em Mimoso do Sul, Espírito Santo, onde começou sua carreira radiofônica na Rádio Difusora como locutor, entre 1957 e 1959.
Posteriormente migrou para o Rio de Janeiro, no rádio carioca popularizaria e divulgaria a música popular brasileira, particularmente o samba.
Apresentou durante anos o programa "Show da Madrugada" pela Rádio Globo, liderando a audiência naquele horário. Assim como tantos outros profissionais do rádio, fora demitido pela emissora, momento no qual foi para a Rádio MEC e depois trabalhou na Rádio Nacional, onde tornou-se seu diretor, posteriormente ocuparia o mesmo cargo quando estava na Rádio Continental (hoje, Rádio Capital). Na televisão trabalhou na TV Rio, TV Continental TV Manchete, TVE Brasil e TV Bandeirantes.
Muito envolvido com a música, o samba e a MPB, também apresentou um programa denominado "Samba & História" pela Rede Boa Vontade. Entre 200 e 20 foi editor da “Revista Beija-Flor”, entre 2001 e 2012.
Entrevistou grandes nomes da música brasileira em seus programas, tanto de rádio, quanto televisão, como: Tim Maia (em 1994), Rildo Hora, Luiz Carlos da Vila, Neguinho da Beija-Flor, Tito Madi, Bob Nelson, Pery Ribeiro, entre outros. Abi-Rihan chegou a compor um samba com Neguinho da Beija-Flor. Foi ainda editor da revista da escola de samba nilopolitana Beija-Flor.

Abi-Rihan faleceu em 23 de julho de 2025, no Rio de Janeiro, aos 85 anos, vítima de um AVC hemorrágico.